# ライトマンR&D
有限会社ライトマンR&D（英: RIGHTMAN R&D Co., Ltd.）は、広島県廿日市市に本社を置く企業。
インダストリアルデザインを主に、事業を行う。
代表作はリーガマスターであり、主に軽量化・高剛性化等の高機能製品設計を得意としている。

## 沿革
- 設立1997年8月

- 国内外のクライアントに向け、多くのホイールをはじめとするレース用部品などの企画・デザイン・設計・開発に従事

国内鍛造メーカーと鍛造ホイールを共同開発
海外ホイールメーカーとも顧問契約を結び、製品開発に従事
- 2006年9ff社Porche 997 Cabriolet 最高速チャレンジ用ホイールをデザイン設計[2]

イタリアナルドコースにて380.5km/hのオープンカー世界記録樹立に寄与
- 2010年ロータスエキシージでアウタープラスが日本で初めて筑波サーキットのラップタイム58秒977をたたき出した際に装着していた超軽量ホイール HETHEL48 を設計・開発[3][4]
- 2017年 リーガマスターEVOⅡの企画・開発に着手、デザイン・設計を行い、製品化に成功
- 2022年 国内の伝説的チューナー某社の世界最軽量ホイール開発に成功